# Tarot Visconti-Sforza

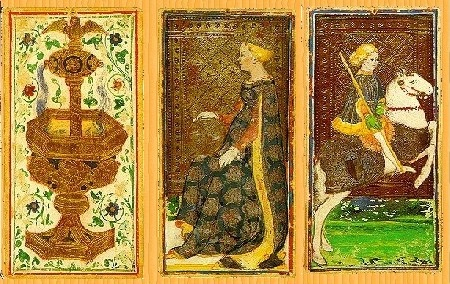
Cartes de la baralla Pierpont-Morgan Bergamo

El Tarot Visconti-Sforza és un nom utilitzat, de manera col·lectiva, per a referir-se a diferents jocs incomplets d'aproximadament 15 baralles de mitjans del segle xv, actualment localitzats a diferents museus, biblioteques i col·leccions privades repartides per tot el món. No ha sobreviscut cap baralla completa, sinó que en alguns casos les col·leccions consten d'unes poques figures o, en alguns casos, només una. Són les cartes de tarot més antigues que ha sobreviscut i es remunten a un temps en el que el tarot encara era anomenat Trionfi ("trumfo") i usat en jocs de cartes quotidians. Foren encarregades per Filipo Maria Visconti, duc de Milà, i pel seu successor i gendre Francesco Sforza. Tingueren un impacte considerable en la composició visual, la numeració de les cartes i la interpretació de les baralles modernes.

## Trets generals
Les cartes supervivents tenen un interès històric particular a causa de la bellesa i el detall de les imatges, que normalment eren treballades amb materials preciosos i sovint representaven membres de les famílies Visconti i Sforza del moment. En conseqüència, les cartes també ens permeten entreveure la vida a Milà durant el Renaixement, ciutat dels Visconti des del segle xiii.
Les tres col·leccions més conegudes son presentades amb més detall a continuació.

## Pierpont-Morgant Bergamo
Aquesta baralla, també coneguda com a Colleoni-Baglioni i Francesco Sforza, fou elaborada al voltant de 1451. Originàriament es trobava composta per 78 cartes, tot i que ara en conté 74: 20 trumfos, 15 figures i 39 cartes pip. La biblioteca Pierpont-Morgan de Nova York en té 35, l'Accademia Carrara en té 26 al seu catàleg, 13 més romanen en la col·lecció privada de la família Colleoni de Bergamo. Els trumfos i les figures tenen un fons daurat, mentre que el de les cartes pip és de color crema amb motius florals i referents al vi.
Els dos trumfos perduts son el Diable i la Torre. Les reproduccions modernes d'aquesta baralla normalment contenen intents de reconstruccions d'aquestes cartes. Les figures del coll de bastoni duen vestits plisats platejats i sostenen una vara llarga. Per la seva banda, les figures del coll de copes porten robes daurades, embellides amb els elements heràldics de sol i rajos. Cada figura sosté un calze, mostrant el coll al qual pertanyen.
El coll d'espases mostra figures enfundades en armadures completes, portant una espasa llarga. Curiosament, els personatges presentats al coll dels denari vesteixen robes decorades amb cintes blaves que envolten sols circulars. El Cavaller d'aquest coll és l'únic que no porta una corona ducal.

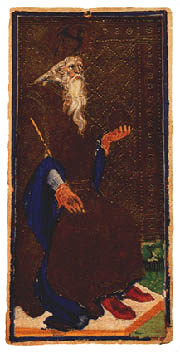
L'Emperador
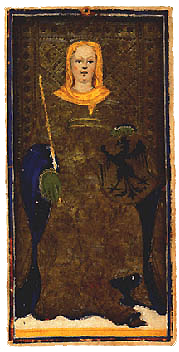
L'Emperadriu.
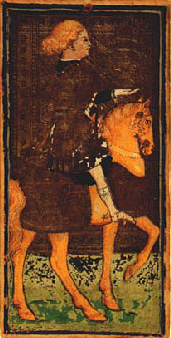
Cavaller de copes.
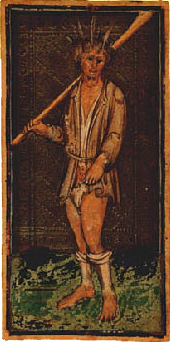
El Boig.
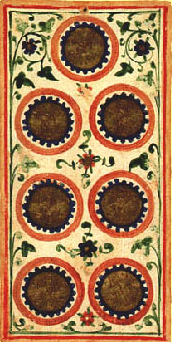
Set de denari.
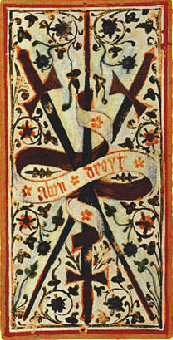
Tres d'espases.
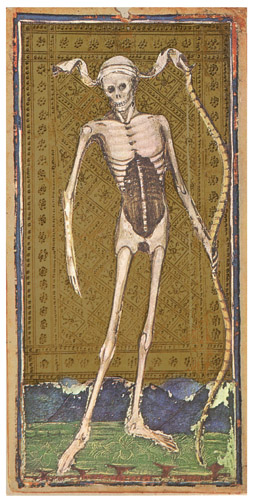
La Mort

## Cary-Yale
Anomenada després que la Col·lecció de Cartes Cary fos absorbida per la Biblioteca de la Universitat Yale en 1967, és també coneguda com el joc "Visconti di Modrone" i ha estat datat al voltant de 1466. Alguns investigadors mantenen la polèmica postura de que aquest és el més antic dels diferents jocs, possiblement encarregats per Filippo Maria Visconti, projecte que seria continuat més tard amb altres versions.
D'aquesta baralla han sobreviscut 67 cartes (11 trumfos, 17 figures i 39 cartes pip), que es troben a la col·lecció i que han dut al (disputat) suggeriment que, donada la distribució del Tarot Pierpont-Morgan, el nombre total de cartes original de la baralla era de 86.
En el llibre "La història del tarot", de 2007, Giordano Berti proposa que la baralla fou elaborada entre 1442 i 1447, ja que les cartes d'oros mostren el recte i l'anvers del florí daurat encunyat per F. M. Visconti en 1442 i que deixà de circular quan morí en 1447.
La Cary-Yale és l'única baralla occidental amb sis nivells de figures, amb la "Damisel·la" i la "Dama a cavall" complementant els tradicionals Rei, Reina, Cavaller i Sota. Els rangs poden ser determinats per les seves posicions: drets, a cavall o entronats. Els trumfos també contenien les tres Virtuts teologals, que apareixen només aquí i a les baralles de Minchiate. Totes les cartes dels trumfos tenen un fons daurat, mentre que les cartes pip el tenen platejat.

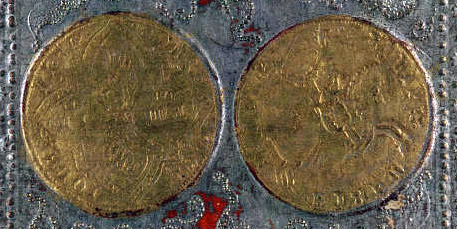
Detall del quatre de denari
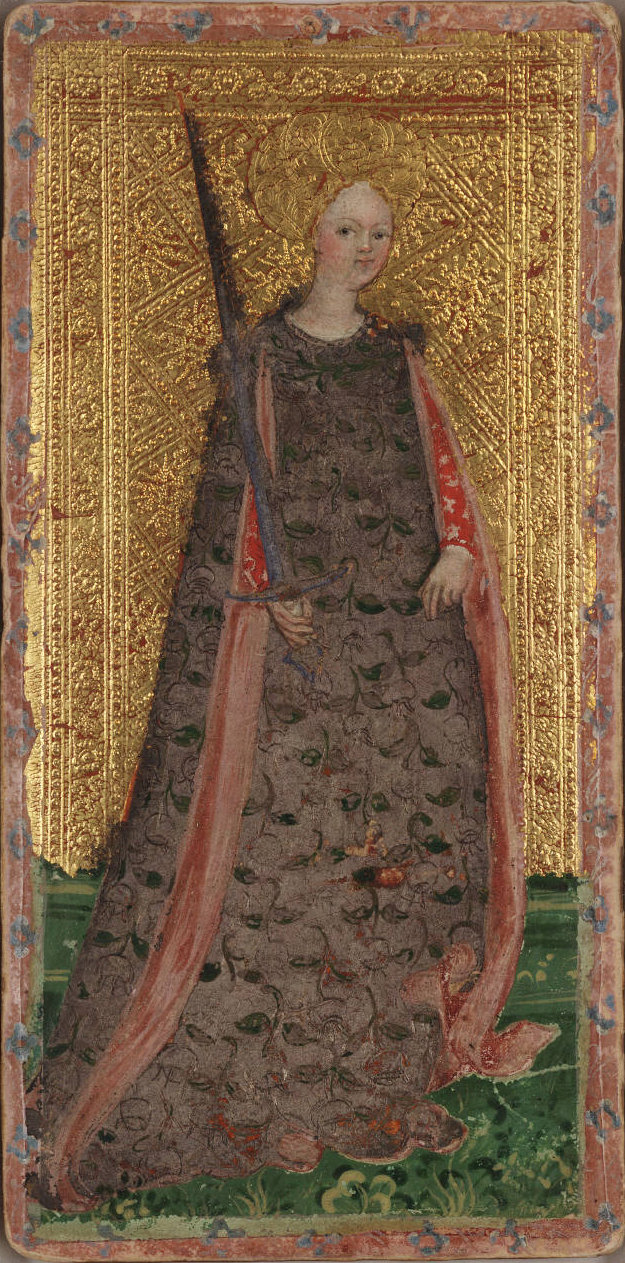
Damisel·la d'espases
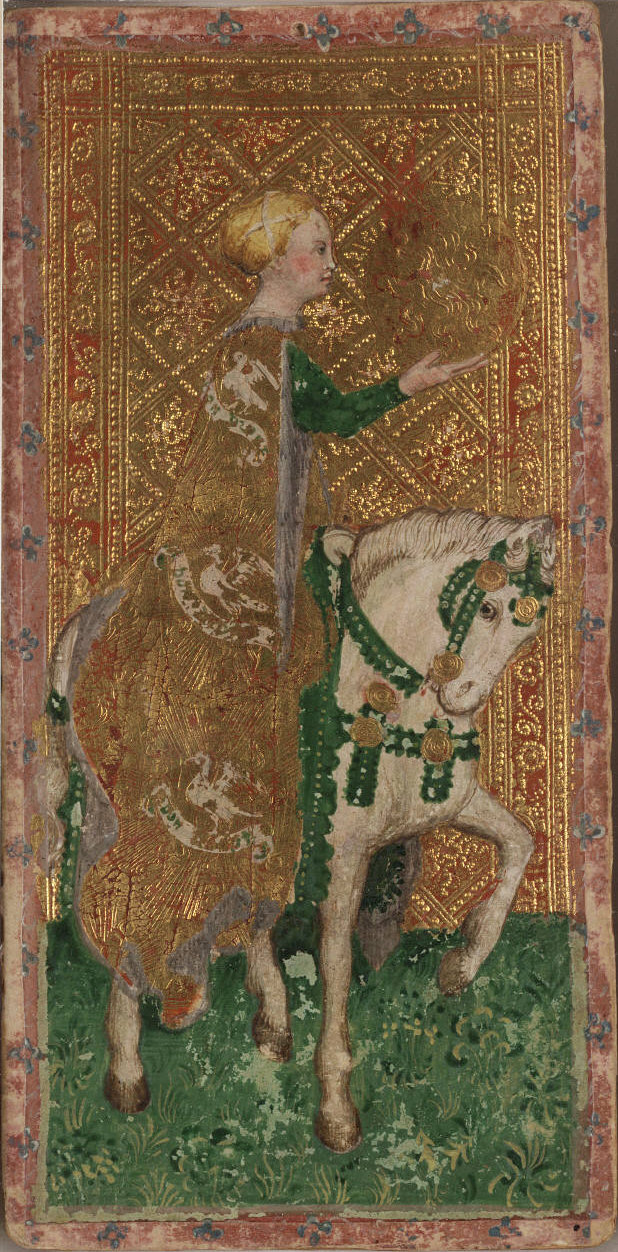
Dama a cavall de denari
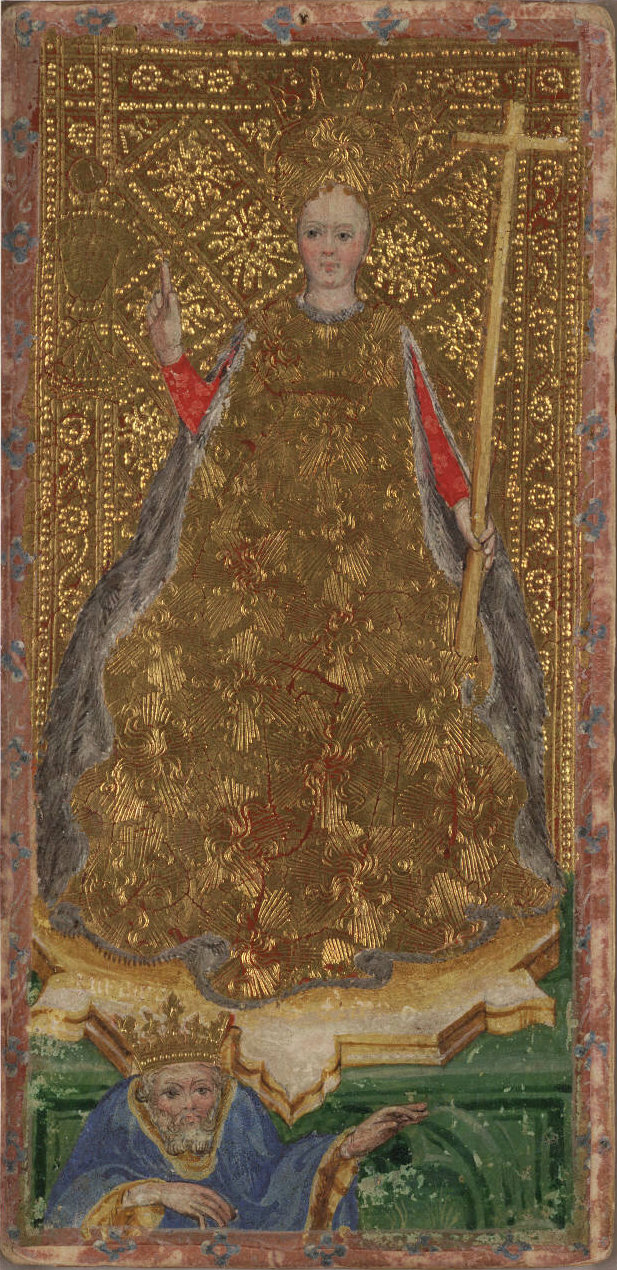
Fe
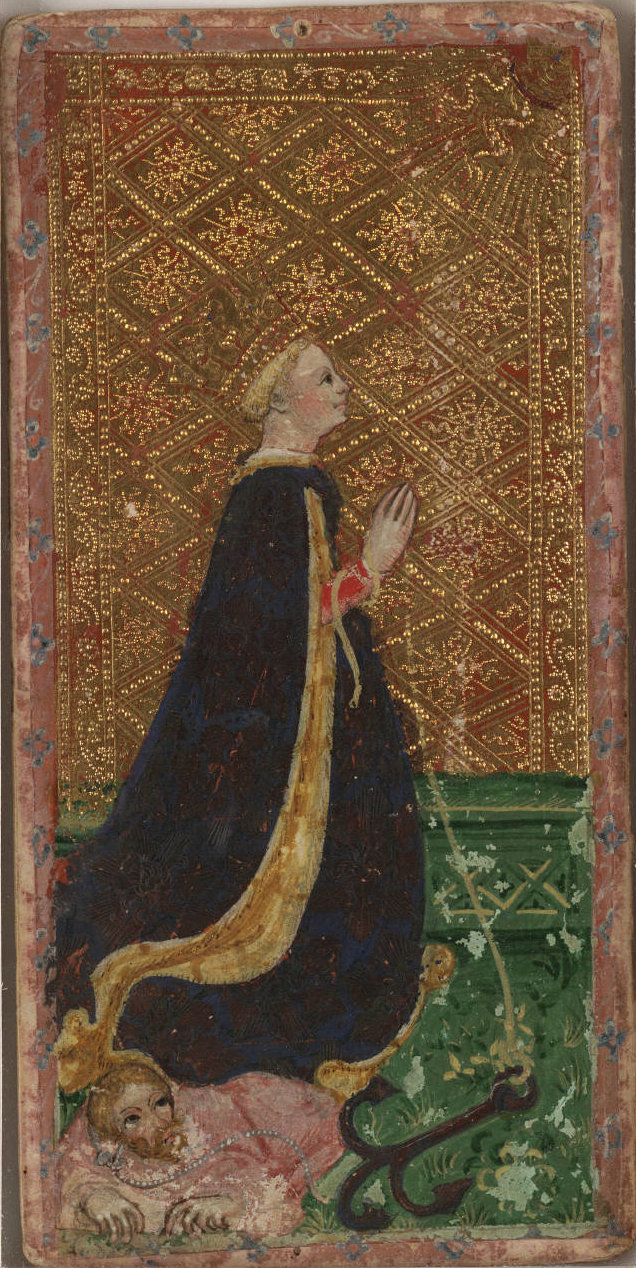
Esperança
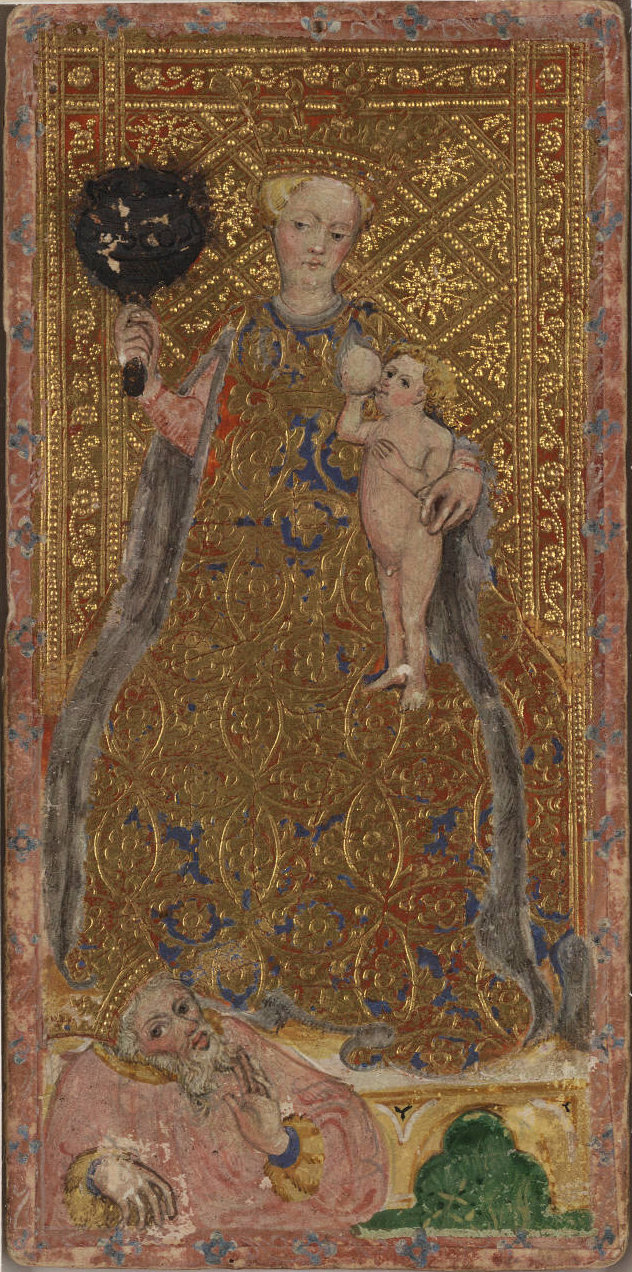
Caritat
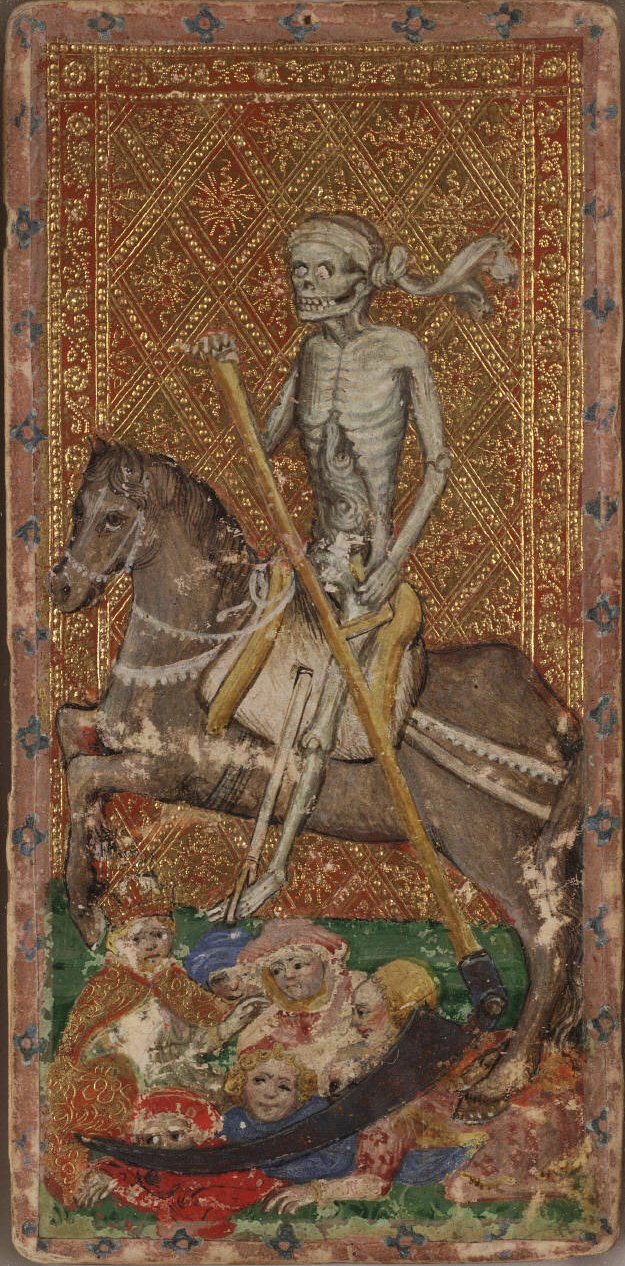
La Mort

## Brera-Brambilla
La baralla rebé aquest nom després que Giovanni Brambilla adquirís les cartes a Venècia el 1900. Des de 1971 es troba al catàleg de la Pinacoteca de Brera de Milà. Pel que sembla, Francesco Sforza l'encarregà a Bonifacio Bembo en 1463, i se'n conserven 48 cartes amb només dos trumfos: l'Emperador i la Roda de la Fortuna. Totes les figures tenen un fons daurat, mentre que les cartes pip el tenen platejat.
Les set figures que es conserven son: el Cavaller i la Sota de copes; el Cavaller i la sota d'oros; el Cavaller, la sota i la Reina de Bastos. Afortunadament, les cartes pip han sobreviscut totes, llevat del quatre d'oros.

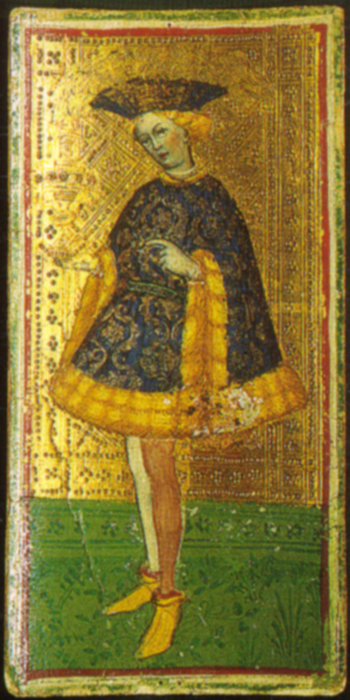
Sota de copes
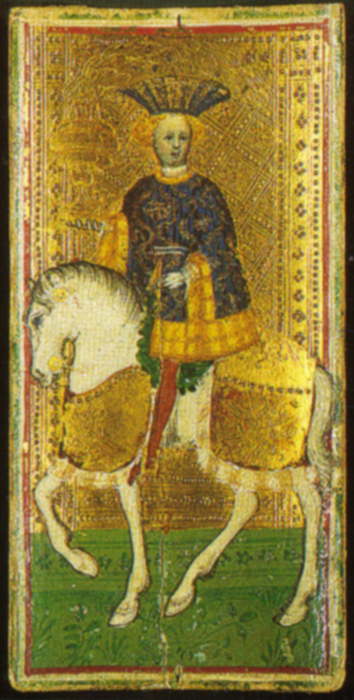
Cavall de copes
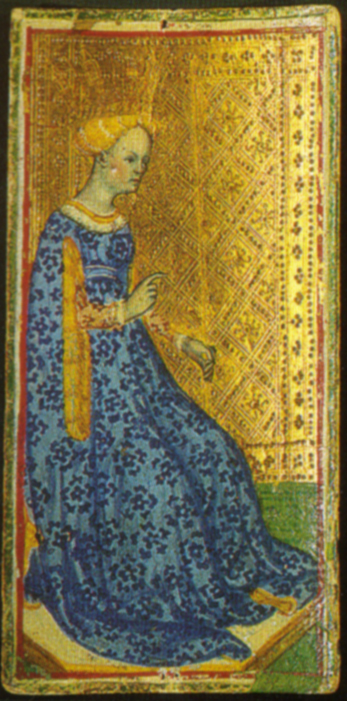
Reina d'espases